# Piotr Szyrszow
Piotr Pietrowicz Szyrszow (ros. Пётр Петро́вич Ширшо́в, ur. 12 grudnia?/25 grudnia 1905 w Jekaterynosławiu, zm. 17 lutego 1953 w Moskwie) – radziecki hydrobiolog, geograf i polityk, ludowy komisarz/minister floty morskiej ZSRR (1942-1948), Bohater Związku Radzieckiego (1938).

## Życiorys
Był narodowości rosyjskiej. Po ukończeniu szkoły realnej studiował (od 1920)na wydziale biologicznym Instytutu Ludowej Gospodarki w Jekaterynosławiu, a od 1923 na wydziale społeczno-ekonomicznym, 1924 przeniósł się na Instytut Kształcenia Ludowego w Odessie (obecnie Odeski Uniwersytet Narodowy im. Ilji Miecznikowa), który ukończył w 1929, po czym został pracownikiem naukowym w Instytucie Botanicznym Akademii Nauk ZSRR w Leningradzie. 1930 wykluczony z Komsomołu oficjalnie „za pijaństwo”, a w rzeczywistości w związku z czystkami ideologicznymi w środowisku naukowym i studenckim w Leningradzie. 1930-1938 pracownik naukowy Wszechzwiązkowego Instytutu Arktycznego, 1931-1932 uczestnik ekspedycji na arktyczną Nową Ziemię i Ziemię Franciszka Józefa, później ekspedycji na statkach „Aleksandr Sibiriakow” (1932), „SS Czeluskin” (1933-1934), „Krasin” (1936) i na dryfującej stacji „Siewiernyj polus-1” (1937-1938). Od 1938 członek WKP(b), po aresztowaniu w 1938 dyrektora Wszechzwiązkowego Instytutu Arktycznego Rudolfa Samojłowicza został jego następcą (do 1939). W 1938 uzyskał tytuł doktora nauk geograficznych. W latach 1939–1942 I zastępca przewodniczącego Głównego Zarządu Przejścia Północno-Wschodniego przy Radzie Komisarzy Ludowych ZSRR, od 8 lutego 1942 do 30 marca 1948 ludowy komisarz/minister floty morskiej ZSRR. Od 1946 do śmierci dyrektor Instytutu Oceanografii Akademii Nauk ZSRR, równocześnie 1946-1950 przewodniczący Pacyficznego Komitetu Naukowego. 1937-1950 deputowany do Rady Najwyższej ZSRR 1 i 2 kadencji. Pochowany na cmentarzu Nowodziewiczym.

## Odznaczenia
- Złota Gwiazda Bohatera ZSRR (22 marca 1938)
- Order Lenina (trzykrotnie)
- Order Czerwonego Sztandaru Pracy (dwukrotnie)
- Order Czerwonej Gwiazdy (1934)
- Order „Znak Honoru”

I medale.